# Manfred Thamm
Manfred Thamm (* 12. Januar 1932 in Beuthen O.S.; † 24. Juli 2016 in Achern) war ein deutscher Jurist.
Er legte in Aurich das Abitur ab und studierte Rechtswissenschaften an der Johann Wolfgang Goethe-Universität Frankfurt am Main. 1959 wurde er bei Adalbert Erler mit der Arbeit Die Terminologie des Wortes „Reich“ promoviert. Anschließend trat er als Rechtsreferendar in den Verband Deutscher Maschinen- und Anlagenbau (VDMA) ein und arbeitete dort von 1961 bis 1991 als angestellter Anwalt. Danach war er ab 1992 in der Kanzlei Gerhard Pilger tätig.
Er wurde auf die Widerstandsbewegung gegen den Bau der Startbahn 18 West aufmerksam und war ein Klägeranwalt bei der Klage gegen das Land Hessen.

## Schriften
- Die Terminologie des Wortes „Reich“. Eine Wortmonographie. Dissertation. Universität Frankfurt am Main 1959, DNB 480945578.
- Der Eigentumsvorbehalt im deutschen Recht. Begründet von Eugen Dietrich Graue. 2. Auflage. Maschinenbau-Verlag, Frankfurt am Main 1961, DNB 455033528. 4. Auflage: Recht und Wirtschaft, Heidelberg 1977, ISBN 3-8005-6193-X.
- Kreditsicherungs-Verträge. 2. Auflage. Recht und Wirtschaft, Heidelberg 1974, ISBN 3-8005-6552-8. 4. Auflage 1987, ISBN 3-8005-6485-8.
- mit Hannes Hesse, Claus Ullrich: Die VDMA-Geschäftsbedingungen. Maschinenbau-Verlag, Frankfurt am Main 1990, ISBN 3-8163-0238-6. 4. Auflage: VDMA-Verlag, Frankfurt am Main 1998, ISBN 3-8163-0291-2.
- mit Klaus Detzer: Verträge mit ausländischen Vertragshändlern. Recht und Wirtschaft, Heidelberg 1991, ISBN 3-8005-4023-1. 2. Auflage 1998.
- Kreditsicherungs-Vereinbarungen. 5. Auflage. Recht und Wirtschaft, Heidelberg 1991, ISBN 3-8005-4022-3. 6. Auflage 1994.
- mit Klaus Detzer: Verträge mit ausländischen Handelsvertretern. 3. Auflage. Recht und Wirtschaft, Heidelberg 1995, ISBN 3-8005-4090-8.
- mit Gerhard Pilger: Taschenkommentar zum AGB-Gesetz. Recht und Wirtschaft, Heidelberg 1998, ISBN 3-8005-1192-4.
- mit Claus Ullrich: Eigentumsvorbehalt und andere Warenkreditsicherungsmöglichkeiten. Recht und Wirtschaft, Heidelberg 2002, ISBN 3-8005-4200-5.
- mit Claus Ullrich: Vertragsgestaltung im Inland. Die VDMA-Geschäftsbedingungen. 5. Auflage. VDMA-Verlag, Frankfurt am Main 2004, ISBN 3-8163-0456-7.